# Bailey Olter

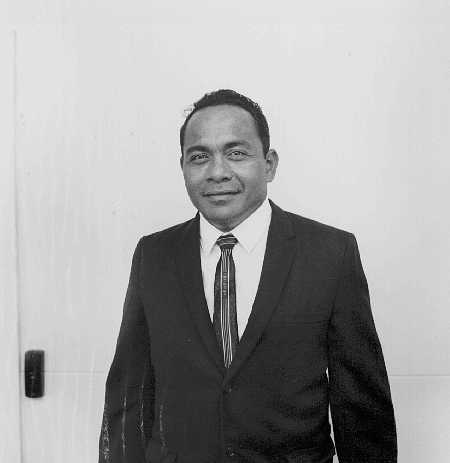
Bailey Olter

Bailey Olter (* 27. März 1932 in Mwoakilloa, Pohnpei; † 16. Februar 1999) war ein Politiker der Föderierten Staaten von Mikronesien.
Von 1983 bis 1987 war er Vizepräsident seines Landes und wurde dann 1991 Präsident. Im Juli 1996 erlitt er einen Schlaganfall, so dass er sein Amt nicht mehr ausüben konnte. Der Vizepräsident und baldige Nachfolger Jacob Nena führte stattdessen die Amtsgeschäfte fort.